# Ungdom

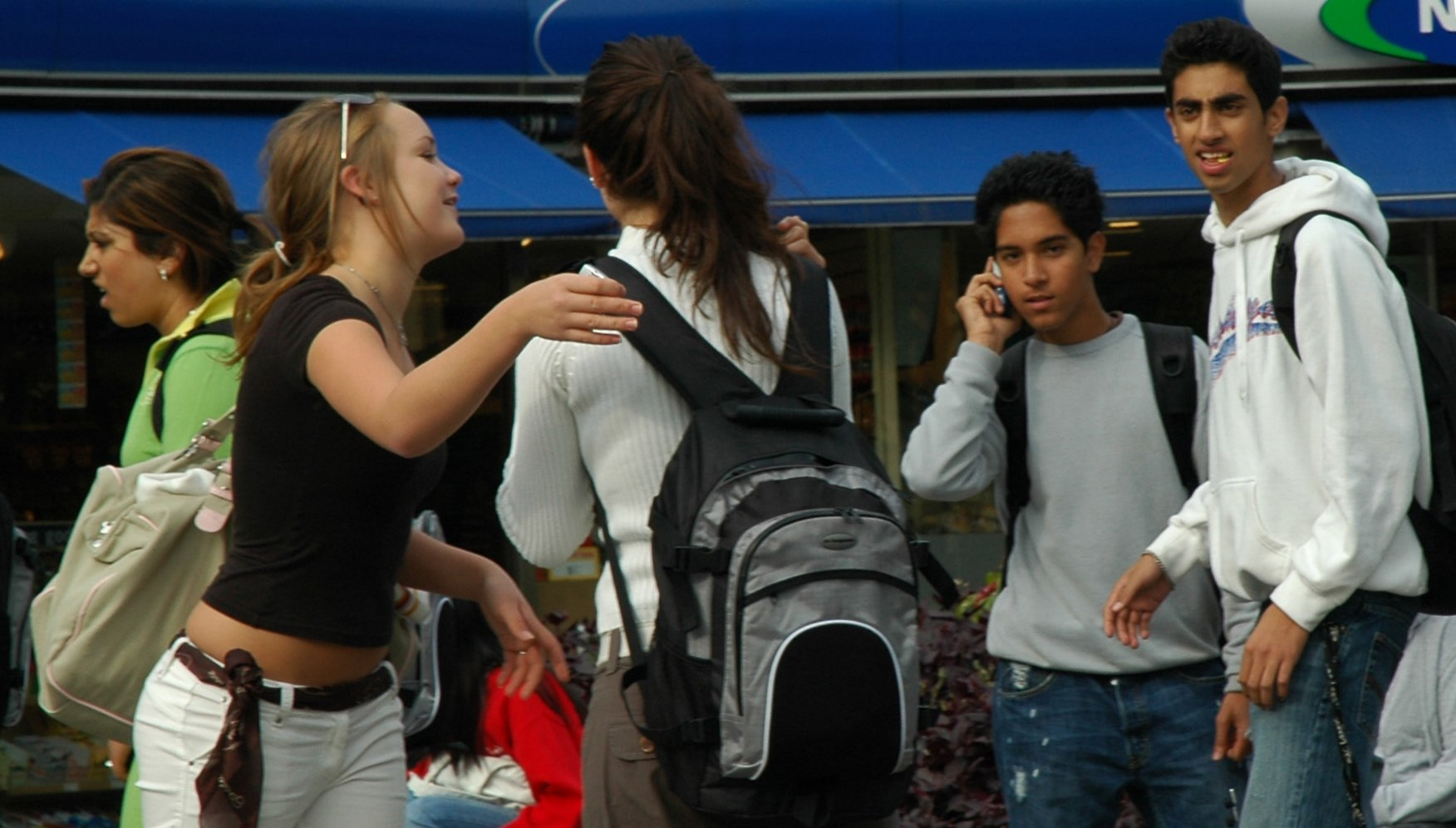
Ungdomar i Oslo, Norge

Ungdom, ofta förknippat med tonåring eller adolescens, är den period då man är i gränslandet från barn till vuxen.

## Ungdomens start- och slutpunkt
Enligt många forskningar har den erfarenhetsmässiga ungdomstiden förlängts. Övergången från barndom till ungdom beskrivs ofta som en tid då man uppnår puberteten eller byter auktoritet från föräldrarna till andra grupper av människor. Starten av puberteten har sjunkit de senaste decennierna, och nuförtiden börjar många barn ett tonårsliknande beteende vid yngre år än förut. Ungdomstiden börjar alltså vid cirka 10–13-årsåldern.
Det finns ingen konsensus när ungdomstiden upphör. I normala fall ser man övergången från ungdom till vuxen i att man av samhället får samma rättigheter som vuxna, till exempel att få rösträtt, vara byxmyndig, sluta skolan, bli en fullvärdig juridisk person eller få rätt att köpa alkohol. Dessa rättigheter infaller inte samtidigt, men någonstans kring 20 år är man ofta ur samhällsjuridisk synpunkt vuxen. Många unga människor känner emellertid inte sig vuxna innan de har gått till bestående arbetsliv och uppnått etablerad livssituation. Nuförtiden brukar dessa saker hända senare än förut. Även enligt bland annat arbetsförmedlingen är en ungdom en person mellan 16 och 25 år. Likaså enligt EU och enligt Stockholms kulturförvaltning så klassas man som ungdom till och med att man är 25 år. Olika privata aktörer samt statliga enheter anser även att till och med att man fyllt 26 så klassas man som ungdom som till exempel enligt SJ som erbjuder nedsatt pris till ungdomar eller ungdomspris för interrailkort som är upp till 27 år.
Förutom den samhällsjuridiska övergången från ungdom till vuxen finns också den psykologiska övergången. Ungdomstiden beskrivs då ofta (i all fall av vuxna) som en tid då man har det svårt och försöker anpassa sig till att bli vuxen och att man, eftersom man inte riktigt hör hemma någonstans, uppfattar sig som en outsider. Ungdomars hjärna är inte fullt utvecklad förrän vid 25-30 år där hjärnan genomgår enorma förändringar även mellan 18 och 24 år enligt forskningen. 

## Begreppet
Begreppen "ungdom" och "ungdomar" har i svenskan förekommit sedan i varje fall första hälften av 1800-talet men börjar förekomma mer frekvent kring slutet av 1800-talet. Begreppet "tonåringar" börjar användas mer frekvent i svensk dagspress på 1930-talet. 1904 skrev den amerikanske psykologen Stanley Hall avhandlingen ”adolescence”, om ungdomsfasen, som ofta brukar anges som den första studien av vad det innebär att vara ungdom. Begreppet ungdomskultur etablerade sig internationellt efter andra världskriget, framförallt i samband med den ungdomskultur som växte fram i USA, men ordet förekommer mer frekvent i svenskan först kring mitten av 1960-talet. Dock finns begreppet omskrivet i tidningsartiklar redan från sent 1920-tal, och det har så klart även tidigare producerats kultur specifikt för, och av ungdomar i historien.